# Leyton and Wanstead (circonscription du Parlement britannique)
Circonscription parlementaire de la Chambre des communes
La circonscription de Leyton et Wanstead est une circonscription électorale anglaise située dans le Grand Londres, et représentée à la Chambre des communes du Parlement britannique depuis 2010 par John Cryer du Parti travailliste.

## Géographie
La circonscription comprend :
- La partie sud-est du borough londonien de Waltham Forest et la partie ouest de Redbridge
- Les quartiers de Snaresbrook, Wanstead, Leytonstone et Aldersbrook

## Députés
Les Members of Parliament (MPs) de la circonscription sont :
| Législature                                                  | Années       | Député     | Député      | Parti        |
| ------------------------------------------------------------ | ------------ | ---------- | ----------- | ------------ |
| Leyton and Wanstead issue de Leyton et Wanstead and Woodford |              |            |             |              |
| 52e                                                          | 1997–2001    |            | Harry Cohen | Travailliste |
| 53e                                                          | 2001–2005    |            | Harry Cohen | Travailliste |
| 54e                                                          | 2005–2010    |            | Harry Cohen | Travailliste |
| 55e                                                          | 2010–2015    | John Cryer |             | Travailliste |
| 56e                                                          | 2015–2017    | John Cryer |             | Travailliste |
| 57e                                                          | 2017–2019    | John Cryer |             | Travailliste |
| 58e                                                          | 2019–Présent | John Cryer |             | Travailliste |

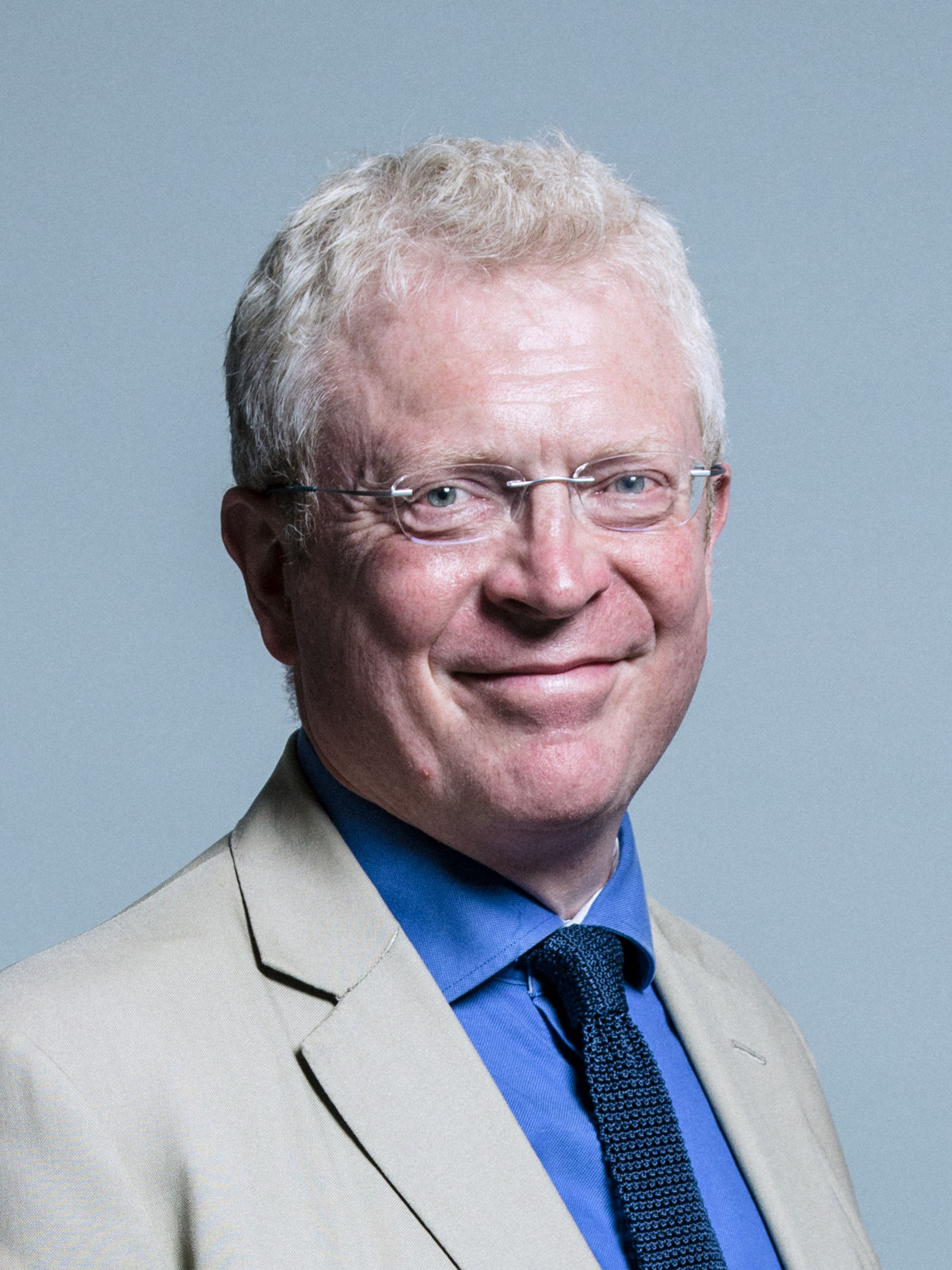
John Cryer (2010-Présent)